# Sphaeropthalminae
Sphaeropthalminae (=Cystomutillinae Invrea, 1964) — подсемейство ос-немок (Бархатные муравьи, Velvet ants) из семейства Mutillidae отряда перепончатокрылые насекомые.

## Распространение
Подсемейство является неотропическим, неарктическим, австралийским, ориентальным и палеарктическим.

## Описание
Глаза полусферические, неопушенные. Грудь самок грушевидной формы. Коготки лапок без зубцов.
Тергит I и/или проподеум с плюмозным опушением у самок и самцов; мезоплевральный гребень крупный и соединен с мезонотальным бугорком; голова с плюмозным опушением у самцов (хотя простая у Cephalomutilla и группы Euspinolia-Hoplocrates).
- Euspinolia militaris
- Sphaeropthalma pensylvanica, самец
- Dasymutilla gloriosa
- Dasymutilla sp.
- Dasymutilla cressoni

## Классификация
Около 60 родов. Наиболее многочисленны в Северной и Южной Америке. В Палеарктике 1 род (Cystomutilla). Традиционно выделяли 2 трибы: Pseudomethocini (29 родов) и Sphaeropthalmini (39 родов). В 2017 году была разработана новая классификация, где Sphaeropthalminae включает трибы Sphaeropthalmini, Dasymutillini trib. n., и Pseudomethocini с подтрибами Euspinoliina subtrib. n. и Pseudomethocina
- Триба Dasymutillini Brothers & Lelej, 2017
  - Ancistrotilla Brothers, 2012
  - Ascetotilla Brothers, 1971
  - Atlantilla Williams & Bartholomay, 2020[2]
  - Australotilla Lelej, 1983
  - Bothriomutilla Ashmead, 1899
  - Cephalomutilla André, 1908[3]
  - Dasymutilla Ashmead, 1899
  - Dasyphuta Cambra, Williams & Brothers, 2024[4]
  - Gogoltilla chichikovi Williams, Brothers & Pitts, 2011[5]
  - Goncharovtilla Williams, Bartholomay & Lopez, 2024[4]
  - Leucospilomutilla Ashmead, 1903
  - Lomachaeta Mickel, 1936
  - Neomutilla Reed, 1898
  - Odontomyrme Lelej, 1983
  - Ponerotilla Brothers, 1994
  - Protophotopsiella Schuster, 1949
  - Protophotopsis Schuster, 1947
  - Quwitilla Williams et al. in Bartholomay et al. 2019[6]
  - Reedomutilla Mickel, 1964 (R. heraldica)[7]
  - Suareztilla Casal, 1968[7]
  - Tobantilla Casal, 1965
  - Traumatomutilla André, 1901[8]

- Триба Pseudomethocini Schuster, 1947
  - Acanthophotopsis Schuster, 1958 (A. quinteroi  Cambra, 2006)
  - Acrophotopsis Schuster, 1958
  - Bordontilla Fritz & Martínez, 1975
  - Cockerellidia Lelej et Krombein, 1999
  - Karlidia Lelej, 1999
  - Mammomutilla Mickel, 1952
  - Photopsis Blake, 1871
  - Pseudomethoca Ashmead, 1896

- Триба Sphaeropthalmini Schuster, 1949
  - Cystomutilla  André, 1896
  - Lomachaeta  Mickel
  - Limaytilla Casal, 1964[9][10][11]
  - Ponerotilla Brothers, 1994
  - Photomorphus Viereck, 1903
  - Sphaerophthalma Blake, 1871
  - Stethophotopsis Pitts and McHugh, 1999

Потриба Sphaerophthalmina (роды Неотропики)

- - Allotila  Schuster, 1949
  - Ancipitotilla  Mickel, 1952
  - Anomophotopsis  Schuster, 1949
  - Atillum  André, 1903
  - Calomutilla  Mickel, 1952 (C. temporalis)
  - Chaetotilla  Schuster, 1949
  - Darditilla  Casal, 1965 (D. hoplitiformis)
  - Dimorphomutilla  Ashmead, 1903 (D. formosa, D. lunulata)
  - Euspinolia  Ashmead, 1903 (E. albicoma, E. militaris, E. rufula)
  - Gurisita  Casal, 1970
  - Hoplocrates  Mickel, 1937
  - Hoplognathoca  Suarez, 1962
  - Hoplomutilla  Ashmead, 1899 (H. biplagiata, H. conspecta, H. myops, H. opima, H. spinosa, H. triumphans, H. xanthocerata)
  - Horcomutilla  Casal, 1962
  - Invreiella  Suarez, 1966
  - Jamaitilla  Casal, 1965
  - Lynchiatilla  Casal, 1963 (L. parana)
  - Mickelia  Suarez, 1966
  - Pappognatha  Mickel, 1939
  - Patquiatilla  Casal, 1962
  - Pertyella  Mickel, 1952
  - Pseudomethoca  Ashmead, 1896
  - Seabratilla  Casal, 1963
  - Sphinctopsis  Mickel, 1928
  - Tallium  André, 1903 (T. aracati)
  - Vianatilla  Casal, 1962
- Другие
  - Frigitilla Williams et Bartholomay, 2015[12][13]